# Ludwinów (powiat jarociński)
Ludwinów – wieś w Polsce położona w województwie wielkopolskim, w powiecie jarocińskim, w gminie Żerków. Wieś jest siedzibą sołectwa Ludwinów, w którego skład wchodzi również miejscowość Kamień.
W latach 1975–1998 miejscowość administracyjnie należała do województwa kaliskiego.
Zobacz też: Ludwinów, Ludwinowo